# Polygonella myriophylla
Polygonella myriophylla (Small) Horton – gatunek rośliny z rodziny rdestowatych (Polygonaceae Juss.). Występuje naturalnie w południowo-wschodnich Stanach Zjednoczonych – na Florydzie. 

## Morfologia
PokrójWiecznie zielony półkrzew dorastający do 20–200 cm wysokości.
LiścieIch blaszka liściowa jest siedząca i ma kształt od wachlarzykowatego do łyżeczkowatego. Mierzy 2–8 mm długości oraz 1 mm szerokości, jest o nasadzie zbiegającej po ogonku i tępym wierzchołku. Gatka jest całobrzega.
KwiatyObupłciowe, zebrane w grona o długości 5–9 mm, rozwijają się na szczytach pędów. Listki okwiatu mają kształt od eliptycznego do podłużnego i barwę od białej do różowej lub żółtej, mierzą 2–3 mm długości.
OwoceTrójboczne niełupki osiągające 2–4 mm długości.

## Biologia i ekologia
Rośnie w lasach sosnowych oraz na terenach piaszczystych, na obszarach nizinnych. Kwitnie od sierpnia do listopada. 

## Ochrona
Polygonella myriophylla ma status gatunku wysokiego ryzyka.